# 沛齊
沛齐（Paychex, Inc.）是一家美国人力资源公司、薪酬代发服务提供商。它由汤姆·格里萨诺（Tom Golisano）成立于1971年，1983年上市。2011年2月9日以1.15亿美金收购SurePayroll。